# Chiesa di Santa Maria Assunta (Brembate di Sopra)
La chiesa di Santa Maria Assunta è la parrocchiale di Brembate di Sopra, in provincia e diocesi di Bergamo; fa parte del vicariato di Mapello-Ponte San Pietro.

## Storia
La prima citazione di una chiesa a Brembate di Sopra risale all'anno 1030.

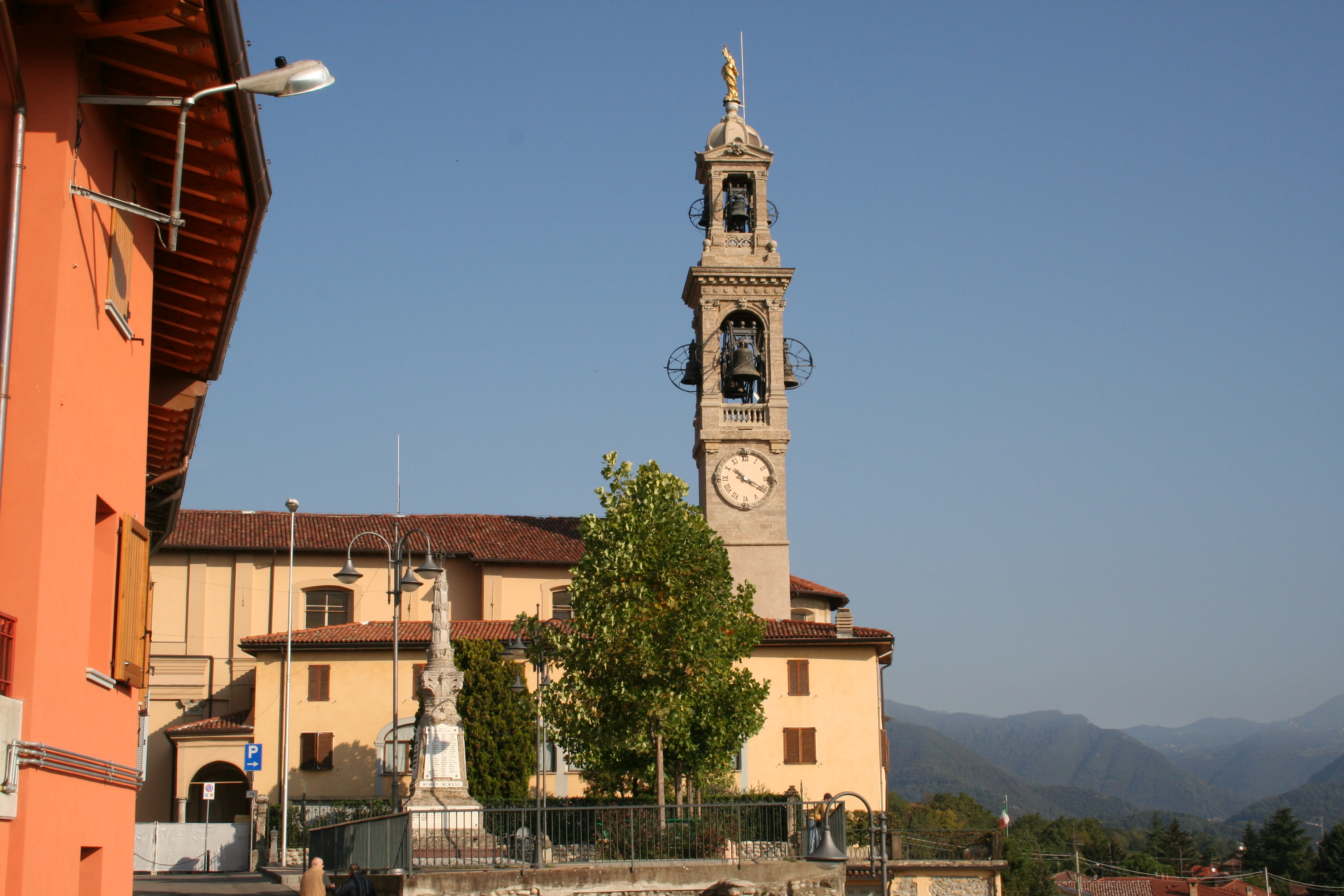
Il lato della chiesa e la torre campanaria

Nella Nota ecclesiarum fatta redigere nel 1360 da Bernabò Visconti si legge che la chiesa di Santa Maria di Brembate di Sopra dipendeva dalla pieve di San Vittore di Terno d'Isola e che legati ad essa erano tre benefici.
Il 9 luglio 1484 venne posta la prima pietra della nuova chiesa e due anni dopo il campanile fu rialzato; nel 1575 l'arcivescovo di Milano Carlo Borromeo, compiendo la sua visita pastorale, annotò che nella chiesa, la quale aveva come filiali le cappelle di San Zenone nel borgo di Tresolzio, di San Fedele, che era diroccata, e di San Pietro in località Rezonate, aveva sede la scuola del Santissimo Sacramento e che i fedeli erano 350.
Nella prima metà del XVIII secolo fu costruita la nuova chiesa per interessamento dell'allora parroco don Giovani Centurelli; la consacrazione venne impartita il 3 agosto 1738 dal vescovo di Bergamo Antonio Redetti.
Dalla relazione della visita pastorale del 1781 del vescovo Giovanni Paolo Dolfin s'apprende che nella chiesa erano collocati tre altari e avevano sede le confraternite del Santissimo Sacramento e del Rosario, il consorzio della Misericordia e della scuola della Dottrina Cristiana e che a servizio della cura d'anime vi erano il parroco e tre cappellani.
Nel 1881 la chiesa venne ampliata mediante l'allungamento della navata di una campata e nel 1898 il campanile fu sopraelevato.
Nel 1952 venne posato il nuovo pavimento e nel 1957 la facciata subì un intervento di restauro.
Il 28 giugno 1971 la chiesa, con la soppressione del vicariato di Ponte San Pietro, al quale era aggregata, entrò a far parte della zona pastorale IX, per poi confluire nel vicariato di Mapello-Ponte San Pietro il 21 maggio 1979.
Nel 1983 la facciata fu restaurata e tra il 2005 e il 2007 l'interno edificio fu oggetto di un importante intervento di ristrutturazione.

## Descrizione

### Facciata
La facciata della chiesa, che guarda ad ovest e che è a capanna, è suddivisa orizzontalmente da una cornice marcapiano in due registri, entrambi tripartiti da quattro lesene; nell'ordine inferiore si apre il portale d'ingresso in arenaria, il quale è sovrastato da uno sfondato di forma semicircolare, mentre quello superiore presenta una finestra rettangolare ed è coronato nella parte centrale da un timpano triangolare, caratterizzato dalle statue di due angeli e della Vergine Maria, scolpite da Anton Maria Pirovano nel 1773, e in quelle laterali da cornicioni orizzontali.

### Interno
L'interno dell'edificio presenta una sola navata, che è composta da cinque campate suddivise da lesene in stucco; al termine dell'aula vi è il presbiterio, risalto di tre gradini, voltato a botte e chiuso dal coro.
Opere di pregio qui conservate sono la pala avente come soggetto la Beata Vergine Assunta, eseguita da Marc'Antonio Cesareo nel XVII secolo, le tele ritraenti la Natività e la Presentazione di Maria, dipinte da Francesco Capella nel XVIII secolo, e la Via Crucis, realizzata da Gaetano Peverada, autore pure delle raffigurazioni dell'Annunciazione e della Dormizione di Maria.